# Szerszám

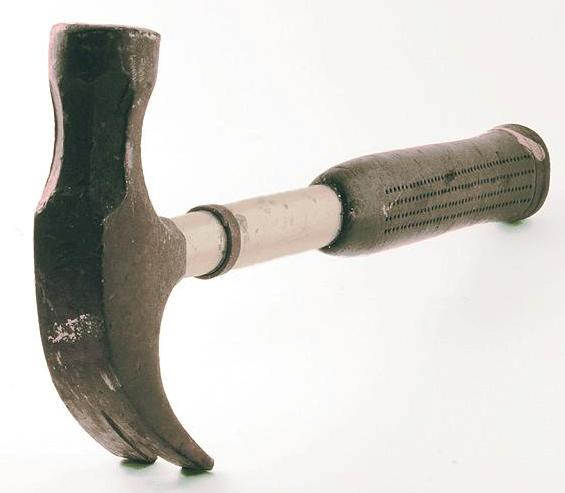
A modern kalapács, mint szerszám

A szerszám különböző munkadarabok, anyagok megmunkálására szolgáló eszköz. Lehet kézi vagy gépi. A szerszám lényege, hogy mechanikai előnyt hordoz magában, a szerszám használójának olyan fizikai képességet nyújt, amellyel a felhasználó természeti adottságai miatt egyébként nem rendelkezik. A legtöbb alapszerszám egyszerű gép. Például a feszítővas ugyanolyan funkcióval rendelkezik, mint az emelő. 
Elmondható, hogy általában a legtöbb kézi szerszám használható fegyverként is, például a kalapács vagy a kés is.

## Szerszámok csoportosítása
1. Kéziszerszámok
  - Csavarhúzók
  - Csavarkulcsok
  - Fogók
  - Ütőszerszámok
  - Célszerszámok
  - Reszelők
  - Kézi szorítók
  - Beütők, lyukasztók
  - Préslevegős szerszámok
  - Kisgépek
  - Tárolók, kocsik
2. Mérőeszközök
  - Mérőszalagok
  - Tolómérők
  - Mérőlécek
  - Mikrométerek
  - Lézeres mérőeszközök
  - Speciális mérőeszközök
    - Furatmérők
    - Mérőórák
    - Magasságmérők
    - Keménységmérők
    - Refraktométerek
    - Mérőhasábok
    - Acél mérőblokkok, mérőlapok
    - Gránitlapok, tömbök
    - Menet idomszerek
    - Mikroszkópok, lupék, nagyítók
3. Forgácsoló eszközök
  - Csigafúrók
  - Maró szerszámok
  - Süllyesztők
  - Esztergáló szerszámok
  - Fűrészelő szerszámok
  - Sorjázó szerszámok
  - Menet szerszámok
  - Munkalapok, szerszám befogók
4. Csiszoló szerszámok
  - Vágókorongok
  - Tisztítókorongok
  - Csiszolókorongok
  - Csiszolótárcsák
  - Fenőkövek
5. Hegesztő szerszámok
  - Ívhegesztő szerszámok
    - Inverterek
    - Védőgázos hegesztők

  - Lánghegesztő szerszámok
    - Hegesztő szerszámok
    - Vágó szerszámok
6. Munkavédelmi eszközök
  - Fejvédők
    - Szemüvegek
    - Fülvédők
    - Maszkok
    - Sisakok

  - Kézvédők
    - Kesztyűk

  - Lábvédők
    - Cipők
    - Térdvédők

  - Ruhák
7. Rögzítéstechnikai eszközök
  - Csavarok
  - Alátétek
  - Anyák
  - Szögek
  - Illesztő szegek
  - Menetes szárak
8. Ipari segédanyagok
  - Spray
  - Ragasztók
  - Olajok

## Külső hivatkozások
- Szerszám.lap.hu - linkgyűjtemény